# Abraxas permaculosa
Abraxas permaculosa är en fjärilsart som beskrevs av Eugen Wehrli 1935. Abraxas permaculosa ingår i släktet Abraxas och familjen mätare. Inga underarter finns listade i Catalogue of Life.